# Euryopis argentea
Euryopis argentea är en spindelart som beskrevs av James Henry Emerton 1882. Euryopis argentea ingår i släktet Euryopis och familjen klotspindlar. Inga underarter finns listade i Catalogue of Life.